# Pavle Ninkov
Pavle Ninkov (in serbo Павле Нинков?; Belgrado, 20 aprile 1985) è un calciatore serbo, difensore svincolato.

## Carriera
Inizia la carriera di professionista nel 2004 nelle file del Radnički Belgrado, passando poi al Rad Belgrado, e al Čukarički Stankom, dove rimane fino al gennaio 2008 quando viene ingaggiato dalla Stella Rossa di Belgrado.
Dopo tre anni, nel 2011, si trasferisce in Francia al Tolosa con cui firma un contratto quadriennale. Nel 2014 rinnova il suo contratto fino al 2017. A fine contratto rimane svincolato
Nel 2018, dopo una stagione (la 2017-2018) da svincolato torna in patria, accasandosi allo Zemun.

## Palmarès

### Club

#### Competizioni nazionali
- Coppa di Serbia: 1

Stella Rossa: 2009-2010